# The Island of Intrigue
The Island of Intrigue er en amerikansk stumfilm fra 1919 af Henry Otto.

## Medvirkende
- May Allison som Maida Waring
- Jack Mower som Gilbert Spear
- Frederick Vroom som Tomas Waring
- Lucille Ward som Mrs. Juliet Smith
- Gordon Marr som Alaric Smith